# プーケット県
座標: 北緯7度59分3.5秒 東経98度19分50.6秒 / 北緯7.984306度 東経98.330722度

プーケット県
จังหวัดภูเก็ต

- この項目は英語版を元に作成されています。

プーケット県（プーケットけん、タイ語: จังหวัดภูเก็ต ）は、タイ王国・南部に設置されている県（チャンワット）の1つである。

## 概要
プーケット県は、タイ国内で唯一 大陸ではなく島に設置された県である。したがって隣接する県は存在しないものの、1967年にサラシン橋が完成したため、パンガー県とは橋でつながっている。なお、プーケット県が設置されたのは1933年である。プーケット県は、その風光明媚さから1980年代以降世界的な観光地となっており、世界各国から年間を通じ多くの観光客を集めている。

## 歴史
プーケットは昔、マレー語でタンジュン・サラン（Ujong Salang、「サラン岬」の意）と呼ばれていたが、聞き間違えたイギリス人によってジャンク・セイロン（Junk Ceylon）などと呼ばれた。なおマレー語名のうちサランは、タイ語のプーケットに言及したもっとも古い古文書に出てくるチャラーン (ฉลาง) のマレー語風の訛りであると考えられている。また、このチャラーンはプーケットの近世における呼び名タラーンのもととなった語と考えられている。一方で、語源であるチャラーンの意味はよくわかっていない。一方、プーケットの名称の語源はマレー語のブキット（Bukit、「丘」の意）から来たとも考えられるが、「プーケット」と「ブキット」には関連性がないとする意見もある。
プーケット県は古くはナコーンシータンマラート王国（ナコーン、リゴール）の覇権下でアンダマン海の貿易の要所として発展してきた。その後、ナコーンがスコータイ王朝、アユタヤ王朝と移り、その影響を受けたと見られる。一方、1841年に地元の官吏や古老によってまとめられた『タラーン年代記』によれば1780年頃にクダ王国の王国の干渉があったことが記録されている。
プーケットの歴史上においては、1785年にプーケットのある姉妹がビルマの侵攻を撃退した話が有名である。この年、すでに死亡していた当時プーケットの中心地であった現在のタラーン郡の国主の妻、クンイン・チャンは妹のムックと共同で兵を集め、地元の名士らとミャンマーを撃退した。ラーマ1世は非常に感激し、二人の女傑にターオ・テープカサットリーとターオ・シースントーンの称号を送った。この後ターオ・テープカサットリーの息子ティエンは「喘息持ちのタラーン国主」というあだ名でタラーンの国主となっている。
この後1809年、1809 - 1810年、1811 - 1812年にビルマがプーケットを攻撃し、1821年にはプーケットに住む中国人商人、リム・ホーイがクダ王国に離反を呼びかける文章を送ろうとしていたビルマ船が拿捕されると言う事件も起こっており、ラーマ5世の時代には、プーケットは錫の産出に関する行政の中心区となった。プーケットはタイ人の他、海上交易を生業としていたチャオ・レー（シー・ジプシー）の定住の地でもあり、歴史的には13、14世紀ごろから錫の採掘・交易に携わったりするための福建系中国人が1917年まで多くプーケットに流れ込んだ。これら華人の子孫による鉄パイプ、茨などを体の至る所に突き刺し街中を練り歩く血みどろの祭り、斎食祭りはタイ全土で有名である。

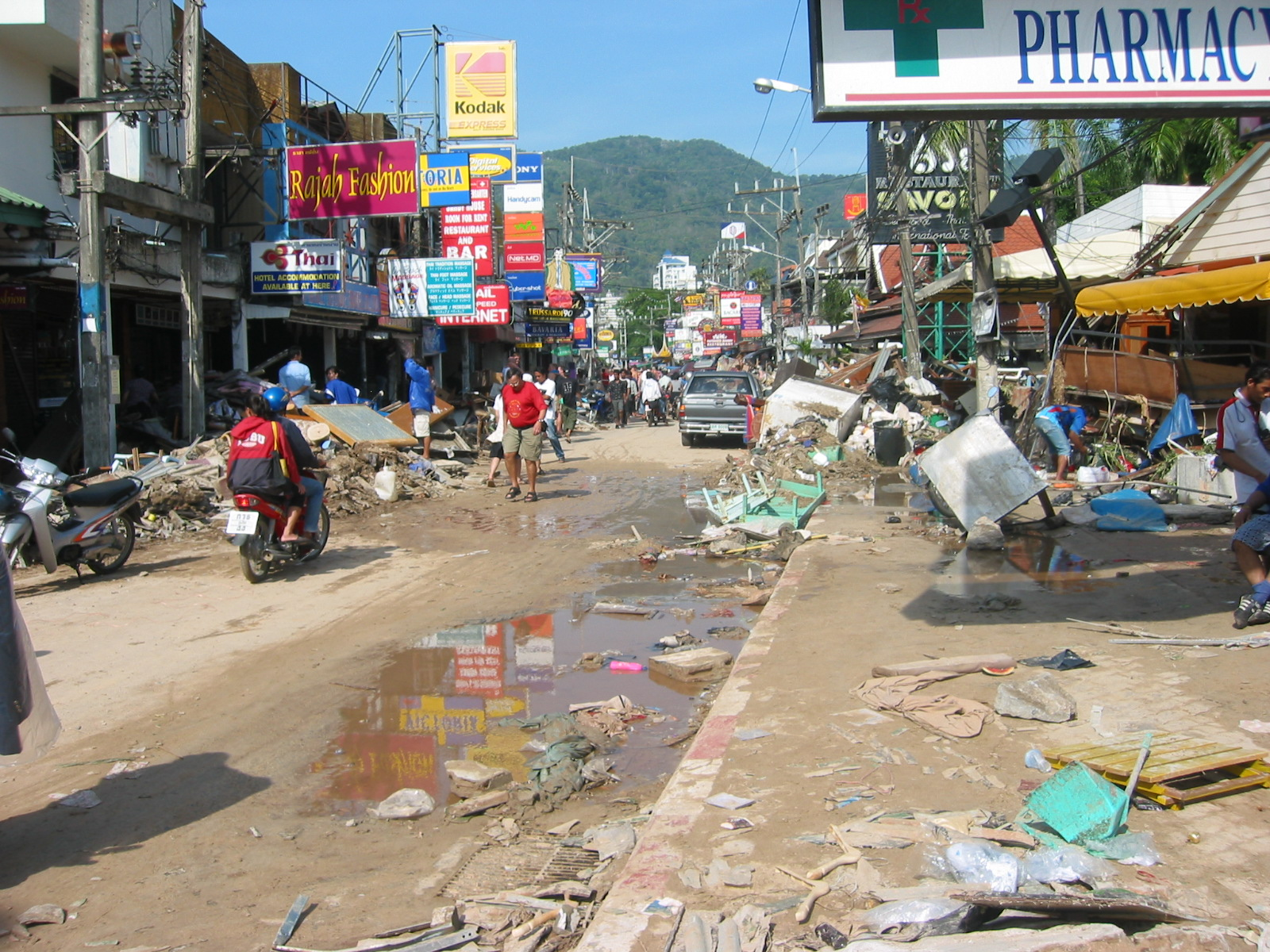
津波によって被害を受けたパートーン（パトン）周辺

1933年には、プーケット県として独立した。1967年本土と結ぶサラシン橋が完成し、1976年にはプーケット国際空港が開業して、1980年代以降世界有数のリゾート観光地として発展してきた。
しかし2004年12月26日に、スマトラ島沖地震によって発生した大津波に襲われ、海岸隣接地を中心に多数の死傷者を出し、海岸に面したホテルやレストラン、商店などの観光施設のほか、住宅街も破壊されて各種インフラストラクチャーに大打撃を受けた。
それでも、その後の復興は急速に進み、同時に国際リゾート地としての更なる発展を目指しビーチ通りの区画整理などが進められ、特にパトンビーチではきれいなビーチロードが完成した。また、タイ政府観光庁や航空会社によるキャンペーンも行われ、その後観光客数も大津波以前の水準に回復を果たした。なお、2014年にはアジアビーチゲームズが開催された。
2020年は、2019新型コロナウイルス感染拡大の影響でタイに出入国する外国人が激減。プーケットを訪れる旅行者は姿を消し、スマトラ島沖地震時以上の経済的打撃に見舞われた。
2022年2月、タイが観光客をコロナ感染予防の隔離措置なしで受け入れを再開。プーケットに訪れる観光客はロシア人が国別で最多となったが、同月にはロシアによるウクライナ侵攻が開始。各国がロシアへの国内への航空機の乗り入れやクレジットカードの使用を禁止したため、一時、3000人以上のロシア人観光客がプーケットに足止めされることも起きた。なおロシアとの航空路は同年10月に再開され、観光客に加え徴兵制度から逃れる若者も訪れるようになった。

## 事件・事故
- 1987年8月31日 - タイ航空365便墜落事故。83人死亡。
- 2007年9月16日 - ワン・トゥー・ゴー航空269便着陸失敗事故。82人が死亡[8]。
- 2016年8月2日 - プーケット島パトンビーチにて爆弾2発が爆発。死傷者なし。当日、タイ国内ではイスラム系過激派の手によると考えられる複数の爆発事件があり、その一つ[9]。
- 2018年7月5日 - プーケット島沖合で観光船2隻が悪天候の中、相次ぎ転覆。中国人観光客など30人以上が死亡、20人以上が行方不明[10]。

## 地理

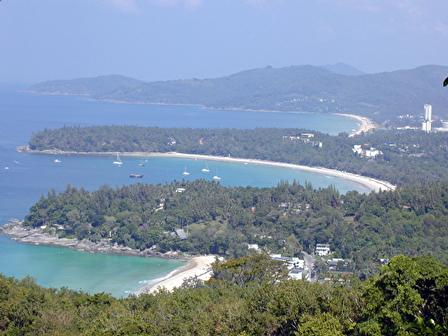
海岸

プーケット県が設置されているプーケット島は、美しいことで知られるアンダマン海に接しており、ビーチ、ダイビング、クルージングなどの観光資源に恵まれている。プーケット最大のパトンビーチを初め、美しいビーチに富み、タイ最大の国際観光地として発展してきた。
プーケット島はタイ最大の島でもある。クラ地峡から約 440km ほど続く山脈の一角であるため島の地形は全体的に高低差が激しい。なお、プーケット山脈全体の最高峰は標高 1,138m のプラミー山であるが、プーケット県の最高峰は標高 529m のマイターシップソン山である。土地利用の状況は、沿岸部こそリゾート地となっているものの、山がちな地形、温暖湿潤な気候なども手伝って、県内の約70％は森林地帯である。
プーケット島の西海岸には砂浜のビーチが広がり、東海岸には粘土質の砂浜が広がる。島の最南端は「レームプロームティップ」と言い、夕焼けを見るスポットになっている。また、プーケットからピーピー諸島も近い。タイ国内の数少ない狂犬病撲滅地帯でもある。

### 気候
4月から11月までは雨季だが、9月と10月は非常に雨が多くなる。最低気温の年較差は非常に小さく、1年中25℃前後である。
| プーケット(1981–2010)の気候                                                          | プーケット(1981–2010)の気候 | プーケット(1981–2010)の気候 | プーケット(1981–2010)の気候 | プーケット(1981–2010)の気候 | プーケット(1981–2010)の気候 | プーケット(1981–2010)の気候 | プーケット(1981–2010)の気候 | プーケット(1981–2010)の気候 | プーケット(1981–2010)の気候 | プーケット(1981–2010)の気候 | プーケット(1981–2010)の気候 | プーケット(1981–2010)の気候 | プーケット(1981–2010)の気候 |
| 月                                                                                   | 1月                         | 2月                         | 3月                         | 4月                         | 5月                         | 6月                         | 7月                         | 8月                         | 9月                         | 10月                        | 11月                        | 12月                        | 年                          |
| ------------------------------------------------------------------------------------ | --------------------------- | --------------------------- | --------------------------- | --------------------------- | --------------------------- | --------------------------- | --------------------------- | --------------------------- | --------------------------- | --------------------------- | --------------------------- | --------------------------- | --------------------------- |
| 平均最高気温 °C （°F）                                                               | 32.7 (90.9)                 | 33.6 (92.5)                 | 34.0 (93.2)                 | 33.9 (93)                   | 32.8 (91)                   | 32.4 (90.3)                 | 32.0 (89.6)                 | 32.0 (89.6)                 | 31.5 (88.7)                 | 31.5 (88.7)                 | 31.7 (89.1)                 | 31.7 (89.1)                 | 32.48 (90.48)               |
| 平均最低気温 °C （°F）                                                               | 24.5 (76.1)                 | 24.9 (76.8)                 | 25.4 (77.7)                 | 25.8 (78.4)                 | 25.6 (78.1)                 | 25.5 (77.9)                 | 25.1 (77.2)                 | 25.3 (77.5)                 | 24.6 (76.3)                 | 24.5 (76.1)                 | 24.7 (76.5)                 | 24.4 (75.9)                 | 25.02 (77.04)               |
| 雨量 mm （inch）                                                                     | 30.3 (1.193)                | 23.9 (0.941)                | 73.5 (2.894)                | 142.9 (5.626)               | 259.5 (10.217)              | 213.3 (8.398)               | 258.2 (10.165)              | 286.8 (11.291)              | 361.2 (14.22)               | 320.1 (12.602)              | 177.4 (6.984)               | 72.4 (2.85)                 | 2,219.5 (87.381)            |
| 平均降雨日数 （≥1 mm）                                                               | 4                           | 3                           | 5                           | 11                          | 21                          | 19                          | 19                          | 19                          | 23                          | 22                          | 16                          | 8                           | 170                         |
| % 湿度                                                                               | 70                          | 69                          | 71                          | 75                          | 79                          | 79                          | 79                          | 79                          | 82                          | 82                          | 79                          | 75                          | 76.6                        |
| 平均月間日照時間                                                                     | 286.2                       | 271.5                       | 282.3                       | 247.9                       | 188.5                       | 139.5                       | 172.6                       | 174.1                       | 143.2                       | 179.8                       | 197.1                       | 244.3                       | 2,527                       |
| 出典：Thai Meteorological Department (Normal 1981-2010), (Avg. rainy days 1961-1990) |                             |                             |                             |                             |                             |                             |                             |                             |                             |                             |                             |                             |                             |

## 県章

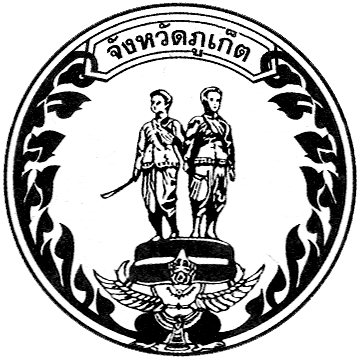
県章

前述のターオ・テープカサットリーと、ターオ・シースントーンがデザインされている。
県木はカリン、県花はブーゲンビリア。

## 行政区

プーケット県の郡

プーケット県は3の郡（アムプー）に分かれ、さらにその下位に17の町（タムボン）と、103の村（ムーバーン）がある。
1. ムアンプーケット郡
2. カトゥー郡
3. タラーン郡

## 経済
16世紀から錫の産出が盛んであり、華人が渡来し古くから働いていた。しかし1985年の錫危機により錫の値段が暴落したので、現在はほぼ壊滅状態にある。近年のプーケットの経済は、世界最大のゴム産業と観光で支えられていて、タイでもっとも平均日収の高い県でもある。